# شون كيلي
شون كيلي (بالإنجليزية: Sean Kelly)‏ (1 نوفمبر 1993 بغلاسكو في المملكة المتحدة - ) هو لاعب كرة قدم بريطاني في مركز الهجوم. شارك مع منتخب اسكتلندا تحت 21 سنة لكرة القدم. أما مع النوادي، فقد لعب مع نادي سانت ميرين ونادي ستيرلينغشير الشرقية ونادي مونتروز لكرة القدم.

## وصلات خارجية
- شون كيلي على موقع الاتحاد الإسكتلندي (الإنجليزية)
- شون كيلي على موقع قاعدة بيانات كرة القدم.إي يو (الإنجليزية)
- شون كيلي على موقع Soccerbase.com (لاعب) (الإنجليزية)